# Fluide und kristalline Intelligenz
Das Modell der fluiden und kristallinen Intelligenz (Gf und Gc; das „G“ steht für general intelligence) geht auf Überlegungen des amerikanischen Psychologen Raymond Cattell ab 1940 zurück. Fluide Intelligenz bezieht sich auf die Fähigkeit, logisch zu denken und Probleme zu lösen. Sie umfasst Fähigkeiten wie Mustererkennung, abstraktes Denken und schnelle Anpassung an neue Situationen. Kristalline Intelligenz hingegen bezeichnet das Wissen und die Fähigkeiten, die eine Person im Laufe ihres Lebens durch Bildung und Erfahrung erworben hat. Sie umfasst Faktenwissen und Fertigkeiten wie zum Beispiel Sprachverständnis oder mathematische Problemlösung.

## Unterscheidung
Kristalline Intelligenz korreliert mit den Fähigkeiten, die von Wissen und Erfahrung abhängen, wie Vokabelwissen, generelle Informationen und Analogien. Paul Kline identifiziert eine Anzahl an Faktoren, die sich eine Korrelation von min. r=.60 mit Gf und Gc teilen.
Fluide Intelligenz inkludiert Fähigkeiten wie Problemlösung, Lernen und Mustererkennung. Sie korreliert generell mit der Messung des abstrakten Denkens und der Fähigkeit, Geduldsspiele zu lösen. Untersuchungen zufolge wird Gf eher durch Gehirnverletzungen beeinflusst. Es gibt verschiedene Arten, die fluide Intelligenz zu messen: Der Cattell Culture Fair IQ test, der Raven Progressive Matrices (RPM) und die Leistung im WAIS sind Messungen des Gf. Der RPM ist eine der meist verwendeten Messungen der fluiden Fähigkeiten. Er ist ein nonverbaler Multiple-Choice-Test.

## Entwicklung und Physiologie
Die fluide Intelligenz hat, ebenso wie die Reaktionszeit, einen Höhepunkt im jungen Erwachsenenalter und verringert sich dann kontinuierlich. Diese Verringerung mag mit dem lokalen Verkümmern des rechten Kleinhirns zu tun haben. Andere Forscher schlugen einen Mangel an Übung vor, der mit den altersbezogenen Veränderungen des Gehirns einhergeht. Die kristalline Intelligenz steigert sich graduell, sie bleibt relativ stabil während der Lebenszeit und beginnt sich erst mit 65 zu verringern. Das Arbeitsgedächtnis ist eng an die fluide Intelligenz gebunden und es wurde vorgeschlagen, es in Verbindung zu den individuellen Unterschieden des Gf zu sehen.
Des Weiteren haben jüngere Forschungen ergeben, dass das Üben der kognitiven Fähigkeiten das Arbeitsgedächtnis sowie Gf verbessern kann.

## Verbesserung der fluiden Intelligenz
Nach David Geary können Gf und Gc in verschiedenen Hirnregionen lokalisiert werden. So involviert fluide Intelligenz den dorsolateralen präfrontalen Kortex, den Gyrus cinguli und andere Systeme, die die Aufmerksamkeit und das Kurzzeitgedächtnis betreffen. Aus diesem Grunde sollte sich eine Verbesserung dieser Basisfertigkeiten auch positiv auf die fluide Intelligenz auswirken. Kristalline Intelligenz scheint dagegen eine Funktion des Gehirns zu sein, die das Gedächtnis und den Gebrauch des Langzeitgedächtnisses involvieren; weiters ist auch der Hippocampus betroffen.

### Training des Arbeitsgedächtnisses
Susanne M. Jaeggi von der Universität Michigan fand bei gesunden Erwachsenen heraus, dass beim Üben anspruchsvoller Denkaufgaben (dual n-back), die das Arbeitsgedächtnis beanspruchen, bei einer Trainingszeit von 25 Minuten täglich in einem Zeitraum von 8 bis 19 Tagen eine statistisch signifikante Besserung in den Ergebnissen eines Matrixtests, der die fluide Intelligenz misst, festzustellen ist – im Vergleich mit einer Kontrollgruppe, jeweils vor und nach dem Training.
Eine unabhängig davon durchgeführte Studie an der University of Technology (Hangzhou, China) bestätigte Jaeggis Ergebnisse. Nachdem Studenten einem zehntägigen Trainingsregime unterworfen wurden – basierend auf der dual-n-back-Arbeitsgedächtnistheorie – erzielten sie in Ravens Matrizentest wesentlich bessere Ergebnisse.

### Förderung des induktiven Denkens
Neben der Verbesserung basaler kognitiver Fertigkeiten scheint auch die Vermittlung strategischen Verhaltens positive Auswirkungen auf die fluide Intelligenz zu haben. Insbesondere das Denktraining für Kinder und Jugendliche und die in diesem Zusammenhang entwickelten neueren Programme scheinen eine robuste Verbesserung zu bewirken. Es gibt mittlerweile über 100 Evaluationsstudien, die positive Effekte auf fluide Intelligenzleistungen belegen und zeigen, dass auch schulische Leistungen verbessert werden.